# Gelbe Haarqualle

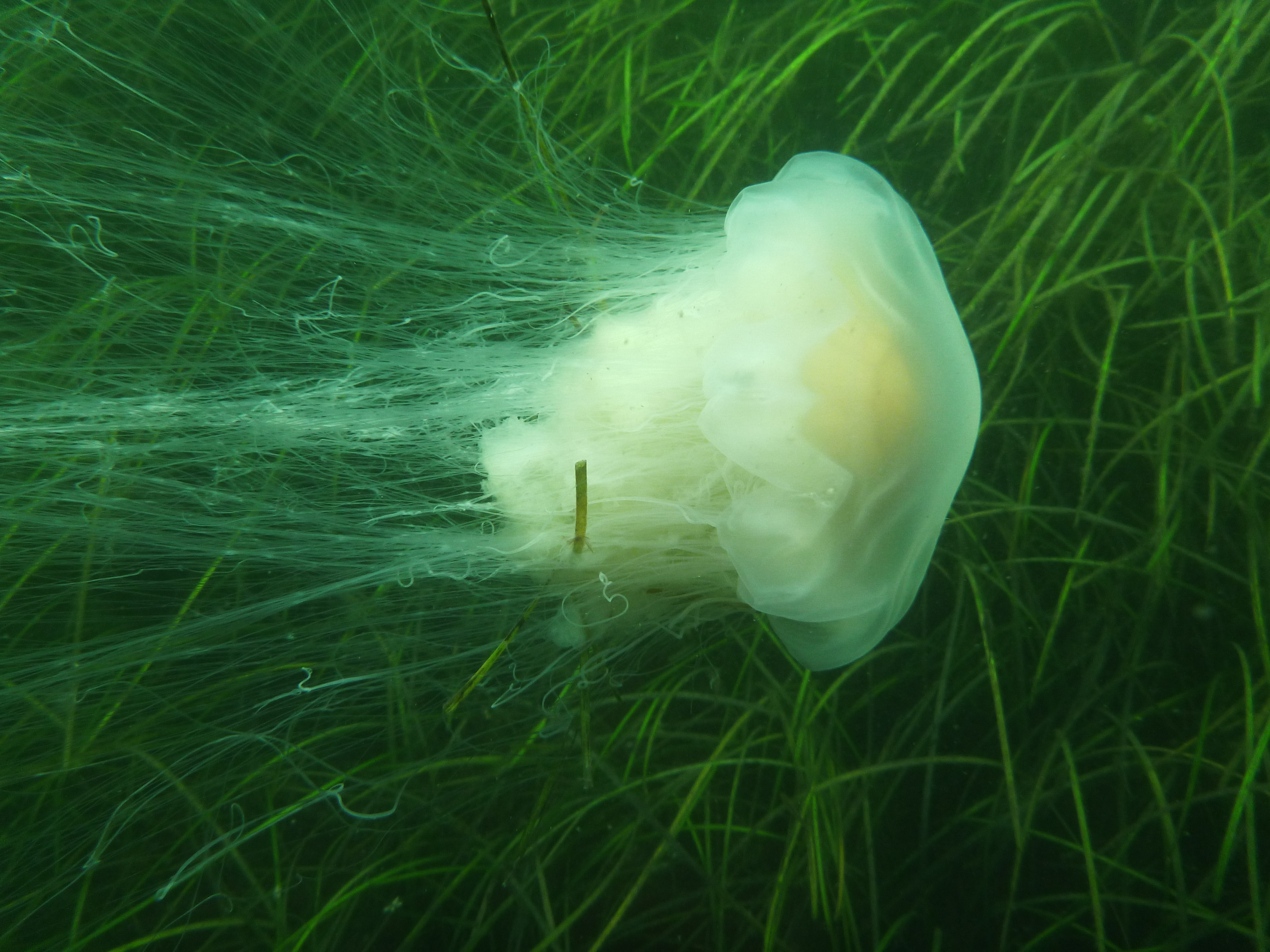
Gelbe Haarqualle über einer Seegraswiese in der Kieler Bucht bei Strande

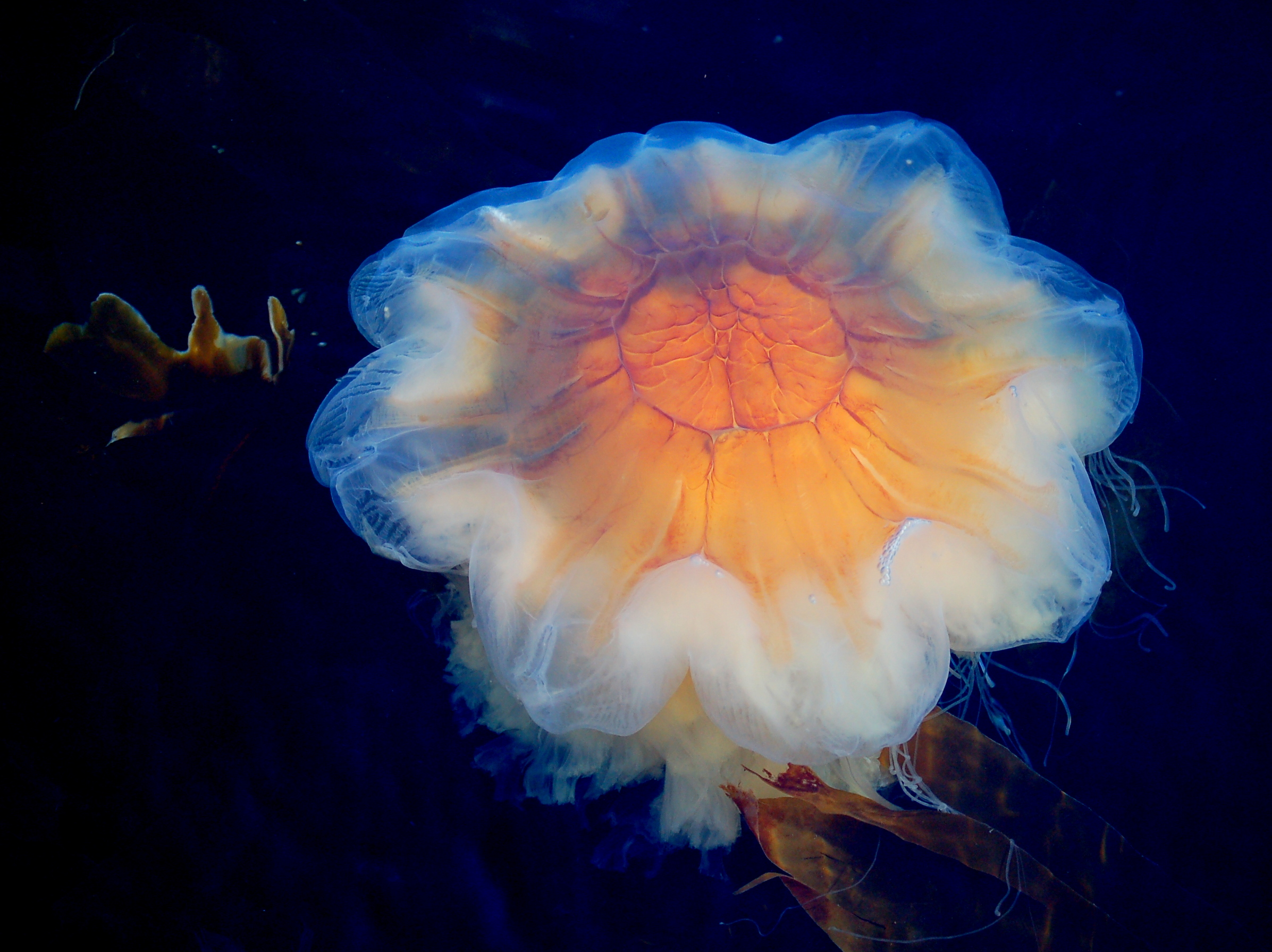
Gelbe Haarqualle von oben.

Die Gelbe Haarqualle (Cyanea capillata) ist eine Art in der Ordnung der Fahnenquallen (Semaeostomeae). Sie ist auch unter dem Namen Gelbe Nesselqualle bekannt und wird von Küstenbewohnern meist umgangssprachlich als „Feuerqualle“ bezeichnet. Weitere Bezeichnungen sind Löwenmähnenqualle, Arktische Löwenmähne und Große Löwenmähne. Dies ist darauf zurückzuführen, dass sich manche beim Anblick der gelben Nesseln an eine Löwenmähne erinnert fühlen.

## Merkmale
Der Schirm der Gelben Haarqualle misst bis zu einem Meter im Durchmesser und erscheint dunkelrot bis gelb. Die Qualle besitzt 70 bis 150 Randtentakel je Gruppe, die bis zu 30 Meter lang werden können. Sie ähnelt der Blauen Nesselqualle, ist jedoch größer als sie und hat eine andere Färbung.

## Verbreitung
Gelbe Haarquallen finden sich im Atlantik, im Ärmelkanal, in der Nord- und der westlichen Ostsee. Im Januar 2019 wurde ein Exemplar im Pazifik vor der thailändischen Insel Ko Tao gesichtet.

## Lebensweise
Gelbe Haarquallen sind pelagische Tiere, das heißt, sie leben freischwimmend im offenen Wasser. Die Tiere leben in kleineren Schwärmen und ernähren sich fast ausschließlich von Zooplankton. Sie fangen die Beute, indem sie sich wie ein Schirm ausbreiten und sich langsam zu Boden sinken lassen. So verfängt sich kleines Krebsgetier in ihren Tentakeln.

## Gefahren
Das Berühren der feinen Tentakel der Gelben Haarqualle löst die Nesselzellen aus, die die Haut mit dem Nesselschlauch durchdringen und ein Gift in das Opfer injizieren, so dass man allgemein von Quallenstichen spricht. Es kommt zu einer Entzündungsreaktion der Haut, sie ist gerötet, angeschwollen und brennt. Die Verletzung wird medizinisch wie eine Verbrennung behandelt. Mitunter bleiben länger anhaltende Hautverfärbungen zurück.
Während die Begegnung mit einer Gelben Haarqualle für einen Menschen zwar sehr schmerzhaft sein kann, so ergibt sich daraus – im Gegensatz zu Begegnungen mit anderen Quallenarten – indes nur sehr selten eine lebensgefährliche Situation. Bei Menschen mit einer entsprechenden Disposition kann das Gift jedoch eine allergische Reaktion bis hin zum Schock auslösen, der sich häufig zunächst mit Unwohlsein, Schwindel und Atemnot bemerkbar macht und bis zum Herzstillstand führen kann.
Im Bereich der Geschlechtsteile sowie im Gesicht können Quallenstiche auch bei Nicht-Allergikern Probleme hervorrufen. Besonders gefährlich ist ein Quallenstich auf die Hornhaut der Augen; eine akute Erhöhung des Augeninnendrucks kann die Folge sein. Sind die Atemwege von Quallenstichen betroffen, so können die sich daraus ergebenden Schwellungen zu einer mechanischen Atembeeinträchtigung führen.

## Trivia
In der Krimi-Kurzgeschichte Die Löwenmähne des Schriftstellers Arthur Conan Doyle hat der britische Detektiv Sherlock Holmes einen Todesfall aufzuklären, der auf der Verletzung des Opfers durch eine Gelbe Haarqualle beruht.